# Студия 30 (сезон 2)
Второй сезон американского комедийного телесериала «Студия 30» впервые был показан на телеканале NBC с 4 октября 2007 года по 8 мая 2008 года. В создании сезона принимали участие телекомпании Broadway Video, Little Stranger и NBC Universal, а исполнительными продюсерами стали автор идеи Тина Фей, а также Лорн Майклс, Джоанн Альфано, Марси Кляйн, Дэвид Майнер и Роберт Кэрлок.
В центре сюжета сериала находится вымышленное скетч-шоу TGS with Tracy Jordan и его главный сценарист Лиз Лемон (Тина Фей), которая пытается совмещать работу и личную жизнь. Сезон был сокращён до 15 эпизодов из запланированных 22 в связи с забастовкой Гильдии сценаристов. В течение сезона сериал менял своё время вещания три раза. Все они выходили в эфир по четвергам: первые восемь эпизодов выходили в эфир по средам в 8:30 часов вечера, девятый эпизод был показан в 9:00 вечера, эпизоды с десятого по двенадцатый — в 8:30, а последние три эпизода выходили в эфир в 9:30 часов вечера.
Сезон получил более благоприятные отзывы: критики отметили возросший профессионализм создателей и бо́льшую продуманность комических образов. Он был номинирован на «Эмми» семнадцать раз в девяти номинациях и получил пять наград. Среднее количество зрителей для сезона составило 6,4 млн человек. 7 октября 2008 года второй сезон был выпущен на DVD в первом регионе, 25 мая 2009 года — во втором, а 8 января 2009 — в четвёртом регионе.

## Сюжет
Второй сезон начинается с возникших трудностей в команде «TGS» после возвращения Лиз Лемон (Тина Фей) и других членов съёмочной группы после летнего перерыва. Насущной проблемой становятся разногласия между Джеком (Алек Болдуин) и Джерри Сайнфелдом, связанные с планами Джека вставить кадры из сериала «Сайнфелд» в сетку вещания телеканала.
Во втором сезоне, во многом схожем с первым, присутствовали разнообразные сюжетные линии, в том числе борьбу Дженны Марони (Джейн Краковски) с лишним весом, который у неё появился после участия в бродвейском мюзикле «Мистическая пицца: Мюзикл». Другая сюжетная линия рассказывает об отношениях консерватора Джека с женщиной-конгрессменом от партии демократов Селестой Каннингэм (Эди Фалко). Лиз пытается прийти в себя после неудачной попытки примирения с Флойдом, в то время как Трейси (Трейси Морган) старается справиться со своими эмоциями после несостоявшейся свадьбы с Энджи Джордан (Шерри Шеперд). Позже Трейси делает попытку завершить создание своего шедеврального изобретения — порнографической игры.
По мере развития сюжета, возникает соперничество между Джеком и Девоном Бэнксом (Уилл Арнетт) за должность председателя GE. Перед объявлением Джека своим преемником, действующий председатель Дон Гейсс (Рип Торн), впадает в диабетическую кому. Воспользовавшись стечением обстоятельств, Девон продвигает на место председателя свою невесту и дочь Гейсса Кэти (Марселин Хьюго), чтобы потом манипулировать ей.

## Производство
В создании «Студии 30» участвовали компании Broadway Video, Little Stranger и NBC Universal, а впервые сериал был показан на телеканале NBC в США. Исполнительными продюсерами стали автор идеи Тина Фей, а также Лорн Майклз, Джоанн Альфано, Марси Кляйн, Дэвид Майнер и Роберт Кэрлок, в качестве соисполнительных продюсеров выступили Джек Бёрдитт и Джон Ригги. Продюсерами сезона стали композитор Джефф Ричмонд, Мэтт Хаббард и Дон Скардино, а сопродюсерами — Диана Шмидт, Марго А. Майерс и Ирен Бёрнс.
На протяжении сезона режиссёрами стали шесть человек. Режиссёрами более чем одного эпизода стали Дон Скардино, Майкл Энглер и Бет Маккарти. Режиссёрами только одного на протяжении сезона эпизода стали Ричард Шепард, Кевин Родни Салливан и Гейл Манкузо. Написанием сценариев занимались Тина Фей, Роберт Кэрлок, Мэтт Хаббард, Джек Бёрдитт и Джон Ригги, каждый из которых участвовал в создании сценариев по меньшей мере к двум эпизодам. В написании сценария только к одному эпизоду участвовали Джон Поллак, Кэй Кэннон, Рон Уэйнер, Тами Сагер, Дональд Гловер и Эндрю Гест.

В июле 2007 года Тина Фей в интервью газете Philadelphia Daily News рассказала о некоторых изменениях в сценарии второго сезона. 
Мне бы очень хотелось немного пожить в том мире, который мы создали. В прошлом году у нас было много приглашённых актёров, но я чувствую, что существует огромный потенциал для развития уже существующих персонажей. И я бы хотела сделать небольшую передышку в сериале, чтобы дать зрителям возможность успевать следить за происходящими событиями. Мне кажется, что в прошлом году сериал был слишком насыщенным. В некотором смысле, именно такая стратегия сделала «Замедленное развитие» таким выдающимся ситкомом, и я надеюсь, что немного меньшая наполненность сериала поможет привлечь к нему новых зрителей.
В связи с забастовкой Гильдии сценаристов, которая проходила с 5 ноября 2007 по 12 февраля 2008 года, в сериале был сделан перерыв. Шоураннеры сезона Фей и Кэрлок сочли нужным взять всю ответственность в забастовке на себя, не спрашивая других сценаристов. В результате, из 22 запланированных эпизодов было выпущено лишь 15.

## В ролях
В основной актёрский состав второго сезона вошло десять человек. Тина Фей исполнила роль Лиз Лемон, главного сценариста вымышленного скетч-шоу «TGS», выходящего на телеканале NBC. Актёрский состав «TGS» состоял из трёх главных персонажей. Основным персонажем стал неудачливый задиристый киноактёр Трейси Джордан, которого сыграл Трейси Морган. Другими стали глупая, но жаждущая славы, Дженна Марони, роль которой исполнила Джейн Краковски. Сценариста Джоша Джирарда сыграл Лонни Росс. Роль простодушного служащего телеканала Кеннета Парселла сыграл Джек Макбрайер. Роль мудрого продюсера «TGS» Пита Хорнбергера исполнил Скотт Эдсит, а энергичного и постоянно носящего бейсболку одиозного сценариста Фрэнка Росситано сыграл Джуда Фридландер . Руководителя телеканала NBC Джека Донаги изобразил Алек Болдуин. Туфера Сперлока, выпускника Гарвардского университета и работника команды сценаристов шоу сыграл Кита Пауэлла. Катрина Боуден исполнила роль помощницы сценаристов Кери Ксерокс.
Также в сериале присутствовали повторяющиеся персонажи, в том числе Джонатан (Молик Панчоли), Гризз Грисуолд (Гризз Чэпман), «Точка com» Слэттери (Кевин Браун), Дж.Д. Лутц (Джон Лутц) и доктор Лео Спейсман (Крис Парнелл).
Приглашенные звезды
Кэрри Фишер, Дэвид Швиммер, Альберт Гор, Джеймс Карвилл, Глэдис Найт, Брайан Деннехи, Мэттью Бродерик

## Критика

### Отзывы критиков
В своей рецензии ко второму сезону Роберт Каннинг из IGN назвал его «интеллектуальным, остроумным и увлекательным от начала до конца». Также он высоко оценил актёров, которые исполняли гостевые роли. Что же касается основного актёрского состава, Каннинг писал, что «создалось впечатление, будто мастерство всех главных актёров выросло во втором сезоне». Особенно рецензент отметил игру Тины Фей, исполняющей роль Лиз Лемон, назвав её «душой сериала». Каннинг поставил сезону оценку 8,9 из 10. Джон Кубичек из BuddyTV отметил, что сериал «извлёк уроки из свои прошлых ошибок и теперь знает, что может сработать, а что не сработает никогда». Кубичек высоко оценил игру основного актёрского состава, но отметил, что игра второстепенных актёров нуждается в доработке. Рецензент отдал должное актёрскому взаимодействию Трейси и Кеннета и сюжетной линии Дженны, но назвал актрису Краковски самым слабым звеном сериалом. Журналист британской газеты The Scotsman Алистер Харкнесс назвал сериал «смешным и безумным» и писал, что «личность каждого персонажа раскрывается максимально полно, такого не было со времён расцвета „Сайнфелда“». Харкнесс писал, что сценарий отточен, а шутки — великолепны, а также что в сериале присутствует «огромное количество диалогов, достойных цитирования». Рецензент отметил, что «в сезоне действительно радует то, что основной состав поддерживает комедийность».

### Рейтинг
Премьерную серию сезона «SeinfeldVision» посмотрели 7,33 млн зрителей, что поставило её на третье место среди программ, идущих в 8:30 часов вечера по североамериканскому восточному времени. 13 декабря 2007 показанный в 9:00 часов вечера эпизод «Episode 209» («Ludachristmas») посмотрели 5,6 млн человек. После возвращения сериала на прежнее время, 8:30 часов вечера, 10 января 2008 года эпизод «Episode 210» увидели 6 млн зрителей. Затем с 24 апреля 2008 года время показа сериала перенесли на 9:30 часов вечера, сразу за сериалом «Офис». Первый показанный в новое время эпизод «Succession» привлёк внимание 5,52 млн зрителей. На следующей неделе вышел в эфир эпизод «Sandwich Day», который посмотрели самое низкое количество зрителей — 5,4 млн человек. Финальный эпизод сезона «Cooter», показанный в эфире 8 мая 2008 года, увидели 5,6 млн зрителей. Среднее количество зрителей, посмотревших второй сезон, составило 6,4 млн человек.

### Награды и номинации
За исполнение роли Лиз Лемон Тина Фей получила «Золотой глобус» в номинации «Лучшая женская роль в телевизионном сериале — комедия или мюзикл». Также она и Алек Болдуин стали лауреатами премия Гильдии киноактёров США в номинациях «Лучшая женская роль в комедийном сериале» и «Лучшая мужская роль в комедийном сериале», соответственно. Сезон получил награду Гильдии сценаристов в номинации «Лучший комедийный сериал» и премию года Дэнни Томаса продюсеру комедийного сериала от Гильдии продюсеров США. Второй сезон «Студии 30» был номинирован на «Эмми» в семнадцати категориях, став вторым по числу номинаций претендентом в году. Также эти 17 номинаций дали «Студии 30» рекорд по количеству номинаций среди комедийных сериалов. «Студия 30» стала лауреатом премии Ассоциации телевизионных критиков в номинации «За выдающиеся достижения в комедии». Также сезон получил премию Пибоди.

## Эпизоды
| №  | №  | Название                                         | Режиссёр(ы)          | Сценарист(ы)                   | Дата показа в США | Код серии | Кол-во |
| -- | -- | ------------------------------------------------ | -------------------- | ------------------------------ | ----------------- | --------- | ------ |
| 22 | 1  | «SeinfeldVision» «Сайнфелдвидение»               | Дон Скардино         | Тина Фей                       | 4 октября 2007    | 201       | 7,38   |
| 23 | 2  | «Jack Gets in the Game» «Джек включается в игру» | Майкл Энглер         | Роберт Кэрлок                  | 11 октября 2007   | 202       | 6,61   |
| 24 | 3  | «The Collection» «Коллекция»                     | Дон Скардино         | Мэтт Хаббард                   | 18 октября 2007   | 203       | 6,27   |
| 25 | 4  | «Rosemary's Baby» «Ребёнок Розмари»              | Майкл Энглер         | Джек Бёрдитт                   | 25 октября 2007   | 204       | 6,53   |
| 26 | 5  | «Greenzo» «Гринзо»                               | Дон Скардино         | Джон Поллак                    | 8 ноября 2007     | 205       | 6,61   |
| 27 | 6  | «Somebody to Love» «Полюбить кого-нибудь»        | Бет Маккарти         | Тина Фей и Кей Кэннон          | 15 ноября 2007    | 206       | 6,47   |
| 28 | 7  | «Cougars» «Хищницы»                              | Майкл Энглер         | Джон Ригги                     | 29 ноября 2007    | 207       | 5,82   |
| 29 | 8  | «Secrets and Lies» «Тайны и ложь»                | Майкл Энглер         | Рон Уэйнер                     | 6 декабря 2007    | 208       | 5,84   |
| 30 | 9  | «Ludachristmas» «Сумасшедшее Рождество»          | Дон Скардино         | Тэми Сэгер                     | 13 декабря 2007   | 209       | 5,57   |
| 31 | 10 | «Episode 210» «Эпизод 210»                       | Ричард Шепард        | Роберт Кэрлок и Дональд Гловер | 10 января 2008    | 210       | 5,98   |
| 32 | 11 | «MILF Island» «Остров красоток»                  | Кевин Родни Салливан | Тина Фей и Мэтт Хаббард        | 10 апреля 2008    | 211       | 5,77   |
| 33 | 12 | «Subway Hero» «Герой подземки»                   | Дон Скардино         | Джек Бёрдитт и Роберт Кэрлок   | 17 апреля 2008    | 212       | 6,50   |
| 34 | 13 | «Succession» «Преемственность»                   | Гейл Манкузо         | Эндрю Гест и Джон Ригги        | 24 апреля 2008    | 213       | 5,52   |
| 35 | 14 | «Sandwich Day» «День сэндвичей»                  | Дон Скардино         | Роберт Кэрлок и Джек Бёрдитт   | 1 мая 2008        | 214       | 5,38   |
| 36 | 15 | «Cooter» «Соверен»                               | Дон Скардино         | Тина Фей                       | 8 мая 2008        | 215       | 5,45   |